# انزياح نظيري

H طيف الرنين المغناطيسي النووي لمحلول HD وH2

انزياح نظيري (بالإنجليزية: Isotopic shift)‏هو انزياح الأطياف الذرية عندما يتبادل نظير نووي مع نظير آخر، أمافي البنية فائقة الدقة فإن الانزياح يحدث في مركز ثقل الأطياف .
هناك نوعان من الآثار التي تساهم في الانزياح :
•	الفرق بين كتلة نظير الذرة والوزن الذري
•	الفرق بين حجم نظير الذرة والوزن الذري: له أهمية كبيرة في نظائر العناصرالثقيلة